# Pfarrkirche Sistrans

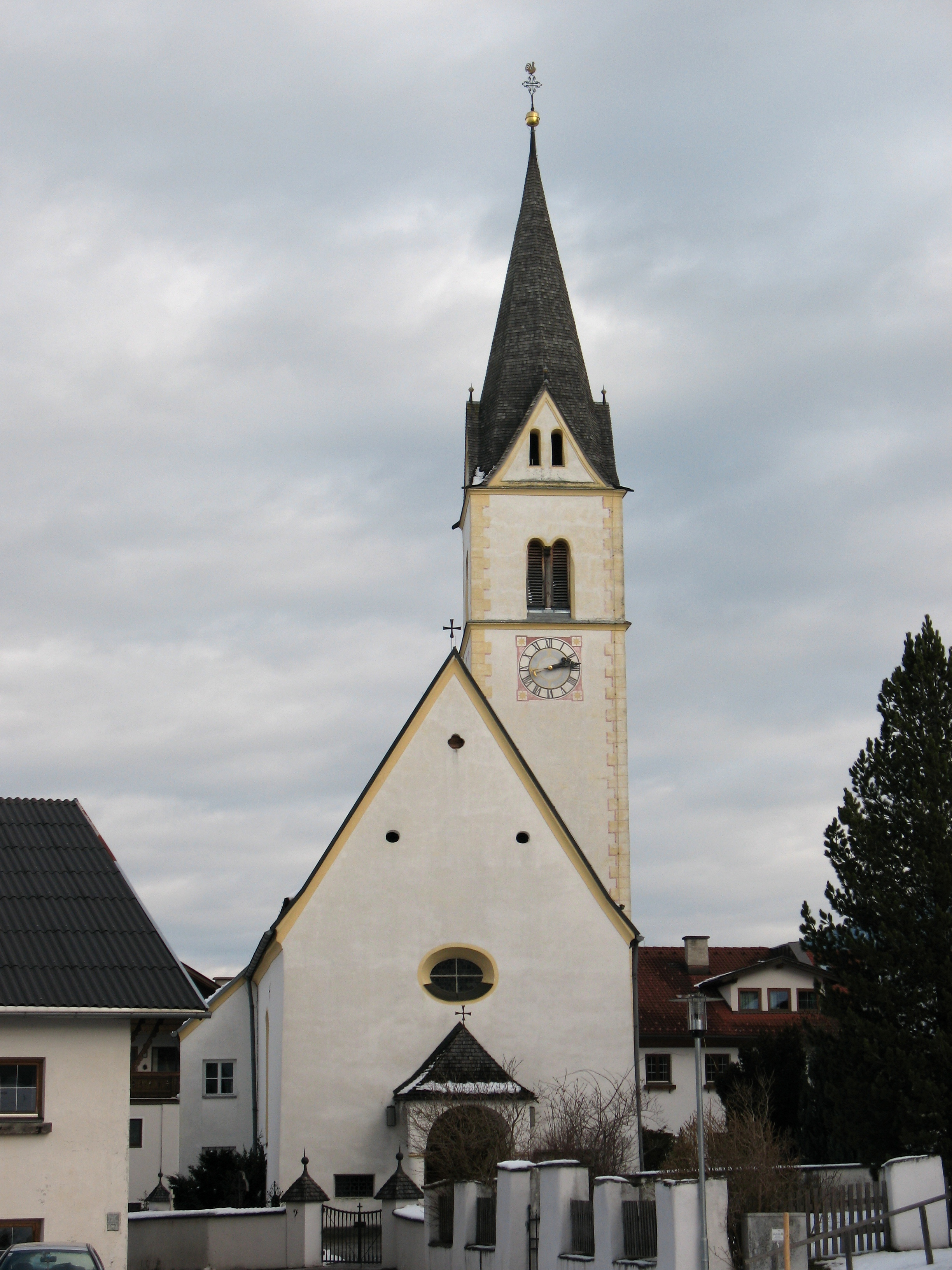
Katholische Pfarrkirche hl. Gertraud von Nivelles in Sistrans

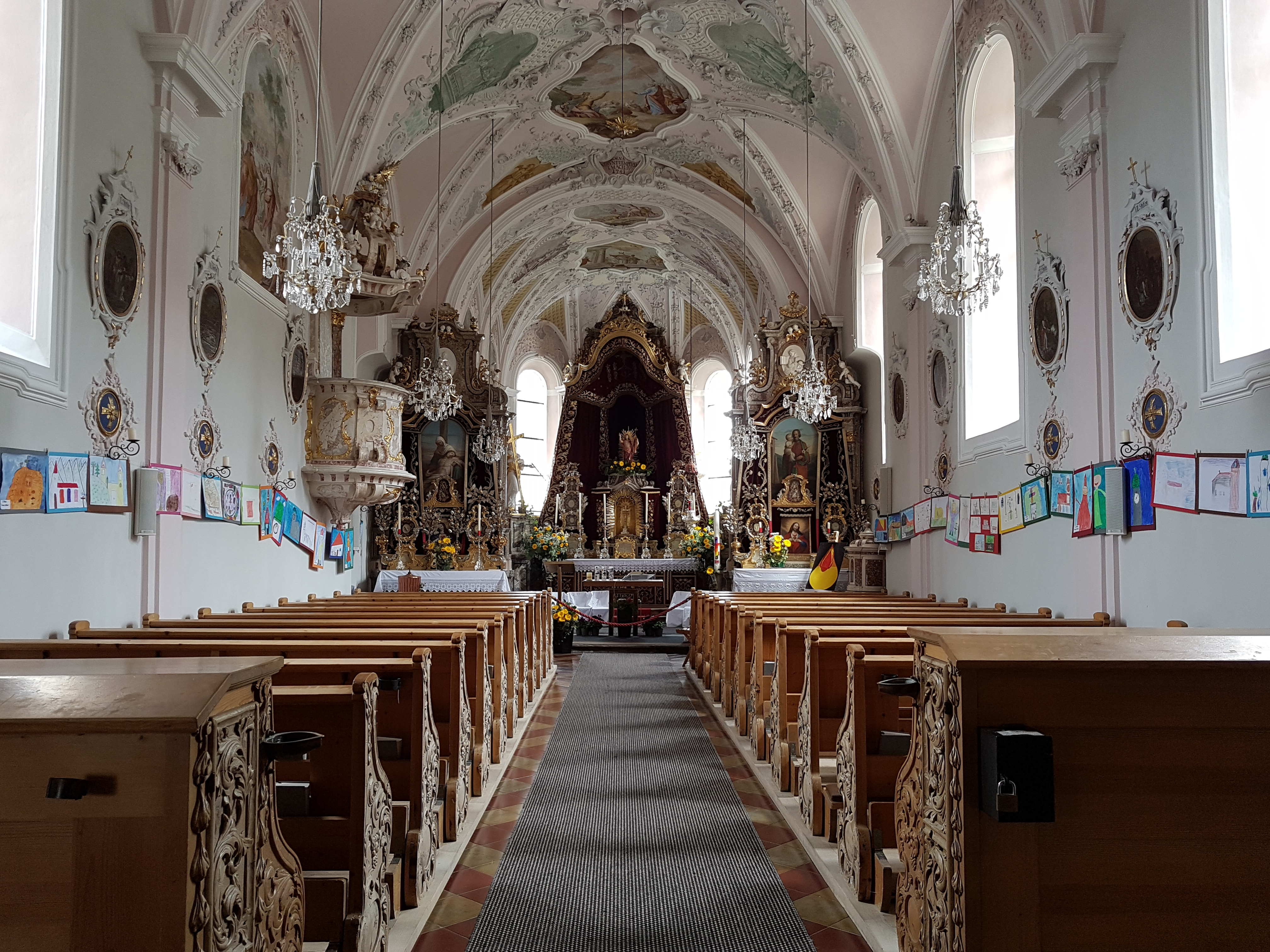
Langhaus, Blick zum Chor

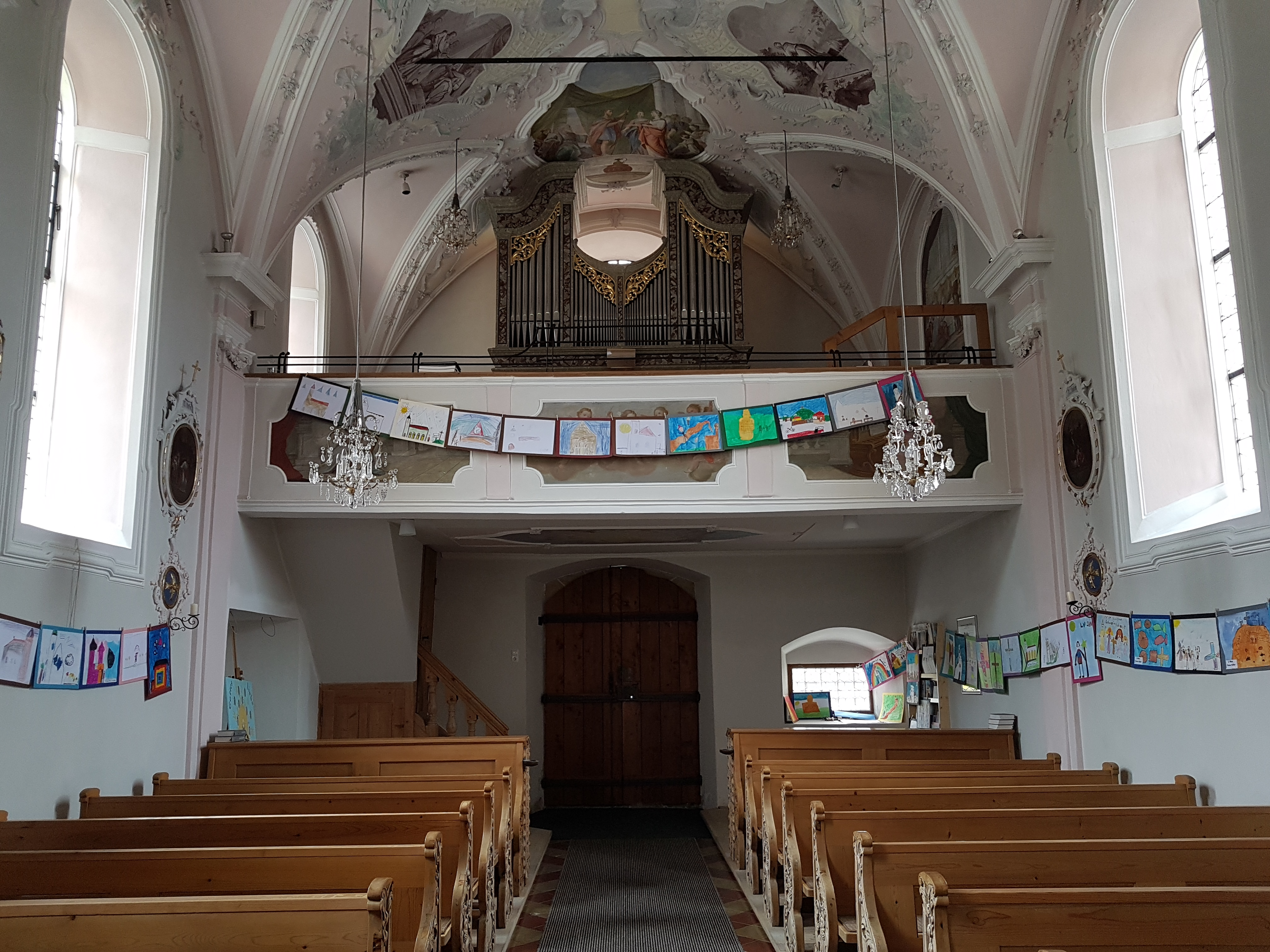
Langhaus, Blick zur Empore

Die römisch-katholische Pfarrkirche Sistrans steht am nordwestlichen Ortsrand der Gemeinde Sistrans im Bezirk Innsbruck-Land im Bundesland Tirol. Die dem Patrozinium der hl. Gertrud von Nivelles unterstellte Pfarrkirche gehört zum Dekanat Wilten-Land in der Diözese Innsbruck. Die Kirche und der Friedhof stehen unter Denkmalschutz (Listeneintrag).

## Geschichte
Urkundlich wurde 1339 eine Kirche genannt. Der Turm erhielt 1694 eine neue Spitze und wurde 1718 renoviert. 1727 begann ein barocker Umbau, der erst im Anfang des 19. Jahrhunderts abgeschlossen wurde. 1968 wurde die Kirche außen und 1975 innen restauriert.
Ursprünglich war Sistrans eine Filiale der seit 1259 dem Stift Wilten inkorporierten Pfarrkirche Patsch, 1785 mit Lans eine eigene Kuratie, seit 1891 eine eigene Pfarre.

## Architektur
Die Kirche ist von einer Friedhofsmauer umgeben.
Das Kirchenäußere zeigt ein schmales hochgiebeliges spätgotisches Langhaus, der Chor ist sehr gering eingezogen und durch gratig vortretende Kanten von leichter zierlicher Wirkung. Der Südturm am Chor hat gekoppelte, durch abgefaste Holzpfosten geteilte rundbogige Schallfenster zwischen Kaffgesimsen; der Spitzgiebelhelm ist verhältnismäßig niedrig. Der nördliche Sakristeianbau hat eine steingefasste rundbogige, abgekantete gotische Schlupfpforte. An der Westfront steht eine offene barocke Vorhalle auf zwei Rundsäulen, das gotische Spitzbogenportal ist mehrfach gekehlt mit einer Stabdurchkreuzung.
Das Kircheninnere ist von der Barockisierung bestimmt, das vierjochige Langhaus zeigt eine Pilastergliederung und eine Stichkappentonnenwölbung, im ersten Joch befindet sich eine stützenlose Empore. Der Triumphbogen ist rundbogig. Der leicht eingezogene einjochige Chor mit einem Fünfachtelschluss zeigt eine dem Langhaus entsprechende barocke Gliederung. Die Fenster sind barock ausgerundet. Zum Turmerdgeschoß führt ein spätgotisches, steingefasstes abgekantetes Spitzbogenportal mit einer Eisenplattentür.

## Ausstattung
Die Ausstattung zeigt duftigen Früh-Rokoko-Stuck augsburgischer Prägung in der Gewölbezone einschließlich der Kapitelle, Bekrönungen der Fenster und Wandbilder sowie Apostelzeichen, geschaffen von Kassian Singer unter Mithilfe von Johann Mussack dem Älteren 1741. Die vom Stuck ausgesparten Felder wurden erst 1786/1787 von Franz Anton und Josef Anton Kirchebner mit Fresken ausgemalt, an der Decke mit 14 Szenen aus dem Leben Mosis, die Wandbilder mit fünf neutestamentlichen Szenen, Hochzeit von Kana, Krankenheilung, Verleugnung Petri, Christus in Emmaus, Christi Himmelfahrt, an der Emporenbrüstung Engelskonzert zwischen König David und der hl. Cäcilia. Im Chor links befindet sich das Fresko Abendmahl aus dem 17. Jahrhundert, 1975 freigelegt.
Die barocke Einrichtung entstand im Laufe von 30 Jahren in der ortsansässigen Stuckateurwerkstatt der Mussack und Kienast und zeigt einige der bedeutendsten Stuckmarmorarbeiten Tirols.